# 大島陸太郎

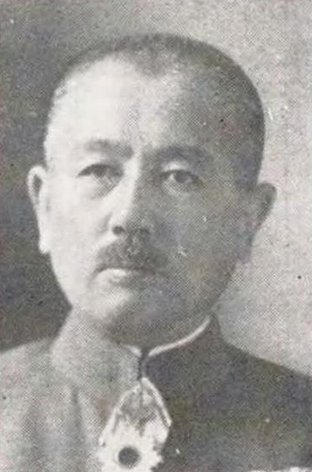
大島陸太郎

大島 陸太郎（おおしま みちたろう、1884年（明治17年）10月8日 - 1970年（昭和45年）1月18日）は、日本の陸軍軍人、政治家、華族。陸軍少将、貴族院子爵議員。

## 経歴
本籍東京都。陸軍将校・大島義昌の二男として生まれる。父の死去に伴い、1926年6月1日、家督を相続し子爵を襲爵した。
1905年3月30日、陸軍士官学校（17期）を卒業し、同年4月21日、歩兵少尉に任官。1913年11月、陸軍大学校（25期）を卒業し、1916年、フランスに留学。以後、近衛歩兵第2旅団副官、侍従武官兼軍事参議院幹事などを歴任。1929年8月1日、歩兵大佐に昇進し歩兵第4連隊長に就任。第16師団参謀長を経て、1934年8月1日、陸軍少将に進み近衛歩兵第2旅団長となる。1936年3月23日に待命となり、同年7月10日、予備役に編入された。その後、満州国民政部警務司長、牡丹江省省長などを務めた。
1939年5月27日、貴族院議員補欠選挙で子爵議員に選出され、研究会に属して活動。小磯内閣・陸軍政務次官、内閣委員などを務めた。1946年2月8日に貴族院議員を辞職した。その後、公職追放となった。

## 親族
- 妻 大島鉦子（かねこ、藤堂高義三女）[1][3]
- 養嗣子 大島小一郎（河瀬真四男）[1]
- 二女 大島孝子（小一郎の妻）[1]